# Ribes dikuscha
Ribes dikuscha is een plantensoort uit de ribesfamilie (Grossulariaceae). 
De plant groeit langs rivieroevers en in bossen in het noordoosten van Siberië en in het Verre Oosten in het stroomgebied van de rivier de Amoer. 

## Botanische kenmerken
Het is een tot 1,5 meter hoge bladverliezende heester. De groene bladeren zijn tot 10 centimeter breed, 3-5-lobbig en kaal. Haren bevinden zich alleen op de nerven aan de onderkant van het blad. De bloemen hebben witachtige bloembladen en een komvormig hypanthium, zijn aan de buitenkant viltig behaard, zijn per 8 tot 12 stuks verzameld in losse tot 5 centimeter lange trosvormige bloeiwijzen. De vruchten bestaan uit 0,8 tot 1,3 centimeter lange donkerblauwe bessen met een wasachtige laag. Ze zijn geurloos en hebben een zure tot zoetzure smaak.

## Gebruik
De plant is winterhard, bestand tegen schimmelziekten, heeft relatief grote vruchten en is erg vruchtbaar. Om die redenen wordt de plant wel gebruikt voor kunstmatige selectie om andere ribessoorten productiever en resistenter te maken. De relatief zure vruchten zijn verder goed te verwerken tot niet zure jam.
... · 
R. alpinum (Alpenbes) · 
R. aureum (Gele ribes) · 
R. dikuscha ·
R. nidigrolaria (Jostabes) · 
R. nigrum (Zwarte bes) · 
R. rubrum (Aalbes) · 
R. sanguineum (Rode ribes) · 
R. spicatum (Noordse aalbes) · 
R. uva-crispa (Kruisbes) · 
...